# Duckesia verrucosa
Duckesia es un género monotípico de árboles de la familia Humiriaceae. Su única especie: Duckesia verrucosa (Ducke) Cuatrec., con el nombre común de uchi, es originaria de Brasil.

## Descripción
Es un árbol que alcanza los 25 a 30 m de altura, con el tronco recto, cilíndrico, que puede medir hasta un metro de diámetro, tienen una corteza gruesa y la madera es roja y muy dura, la copa es amplia y algo alargada. Las hojas son simples, alternas, coriáceas, de 10 a 20 cm de longitud por 2,5 a 8,0 cm de ancho, margen serrado y el ápice acuminado. Las inflorescencias se presenta en forma de pequeños racimos, con flores pequeñas, blanquecinas a verduzcas y olorosas. El fruto es una drupa de color verde amarillento o pardo cuando el fruto está maduro. La parte comestible está constituida por el mesocarpio, de cerca de 5 mm de espesor. Contiene de una a cinco semillas alargadas con 2 a 3 cm de longitud.

## Taxonomía
Duckesia verrucosa fue descrita por (Ducke) Cuatrec.   y publicado en Contributions from the United States National Herbarium 35(2): 78. 1961.
Sinonimia
- Sacoglottis verrucosa Ducke[1]